# 有砂しのぶ
有砂 しのぶ（ありさ しのぶ、1952年8月30日 - ）は、大阪府出身の元歌手。

## 来歴
大阪府出身。宝塚音楽学校卒業後、オーディション番組「全日本歌謡選手権」に出場し、グランドチャンピオンとなる。
1975年4月、デビュー曲『港のホテル』が発売。オリコンチャート最高位50位を記録し、第8回新宿音楽祭・銅賞を受賞する。その後も定期的にシングルを発売する。
1980年、黒木憲とのデュエットシングル『粋な夜』が発売される。しかしそれ以降は目立った活動は無い。

## ディスコグラフィ

### シングル
- 港のホテル（1975年4月25日）
  - 作詞：千家和也／作曲：鈴木淳／編曲：竜崎孝路
- あなた許して（1976年）
  - 作詞：千家和也／作曲：鈴木淳／編曲：竜崎孝路
- ありがとうさようなら（1976年）
  - 作詞：中山大三郎／作曲：中村泰士／編曲：あかのたちお
- そんなあなたが（1976年）
  - 作詞：山口洋子／作曲：筒美京平／編曲：高田弘
- こわれた夜（1976年）
  - 作詞：サン桂子・橋本千枝子／作曲：ポールスズキ・橋本千枝子
- 粋な夜（1980年）　※黒木憲とのデュエット
  - 作詞：吉田旺／作曲：鈴木淳／編曲：竜崎孝路

### アルバム
- 港のホテル
- 演歌十年